# رابعة خاصكي سلطان
رابعة خاصكي سلطان (بالتركية: Rabi'a Haseki Sultan)‏ هي زوجة السلطان العثماني أحمد الثاني. ، وتوفيت في 14 يناير 1712 في أدرنة.